# Rio Codozinho
O rio Codozinho é um rio brasileiro que banha o estado de Maranhão. Antes se chamava Rio Codó.
Ele atravessa o município de Codó.